# Maduran (plaats)
Maduran is een bestuurslaag in het regentschap Lamongan van de provincie Oost-Java, Indonesië. Maduran telt 1572 inwoners (volkstelling 2010).